# Corybas ecarinatus
Corybas ecarinatus är en orkidéart som beskrevs av Anker och Gunnar Seidenfaden. Corybas ecarinatus ingår i släktet Corybas, och familjen orkidéer.
Artens utbredningsområde är Thailand. Inga underarter finns listade i Catalogue of Life.